# Золотое руно (журнал)
«Золото́е руно́» (фр. La Toison d'or) — ежемесячный художественный и литературно-критический журнал, выходивший в Москве в 1906—1909 годах. Редакция и контора располагались на Новинском бульваре. Всего вышло 34 номера журнала. Название восходит к петербургскому символистскому кружку «Аргонавты».

## История
Задумывался он как продолжение петербургского «Мира искусства». Редактор-издатель — Николай Рябушинский, фактический руководитель литературного отдела в первое время — поэт Сергей Соколов (Кречетов). Сотрудником литературного и редактором художественного отдела был художник Николай Тароватый, в 1905 году издававший в Москве журнал «Искусство».
Значительные финансовые средства, вложенные в «Золотое руно» Рябушинским (беспрецедентные для модернистских изданий), способствовали как привлечению широкого круга именитых сотрудников, так и высокому художественному уровню оформления журнала.
Журнал содержал обильные иллюстрации (виньетки и другие украшения страниц, выполненные Львом Бакстом, Евгением Лансере, Константином Сомовым и другими крупными российскими и зарубежными художниками, цветные снимки портретов и пейзажей, специально подготовленные к публикациям в журнале портреты авторов, которые составили большую портретную галерею). Первые полгода выходил параллельно на русском и французском языках, причём на французский переводились и поэтические тексты. С 1908 издатель отказался финансировать формат «кварто», выбранный для репродукций произведений искусства.
Первый номер «Золотого руна» вышел 1 февраля 1906 года (по ст. стилю) и был посвящён Михаилу Врубелю. В журнале, открывавшемся стихотворением Валерия Брюсова «М. А. Врубелю», были помещены 14 репродукций работ художника. В выпуске принимали участие: Евгений Лансере (марка и виньетки к «Ожерелью» и «Человеческой повести квичей-майев» Константина Бальмонта, а также к «Влюбленности» Александра Блока), Лев Бакст (виньетка к «Старинным октавам» Дмитрия Мережковского), Мстислав Добужинский (лист оглавления, полосы между текстами, 2 виньетки — к статье Блока «Краски и слова» и между разделами «Художественная критика» и «Художественная хроника»). Также в номере был помещен отрывок из мистерии Андрея Белого «Пасть ночи». Художник Александр Бенуа назвал выпуск «верхом безвкусицы», добавив, что «Врубель ужасен. Зато Рерих блещет».
Третий номер был посвящён Виктору Борисову-Мусатову. Пять виньеток для журнала выполнил Павел Кузнецов.
Первоначально в журнале печатались основные представители русского символизма. После ухода Соколова-Кречетова вследствие конфликтов с Рябушинским в 1907 году с журналом порвали В. Я. Брюсов, Андрей Белый, Д. С. Мережковский, З. Н. Гиппиус, М. А. Кузмин, Ю. Балтрушайтис. Руководящую роль в литературном отделе «Золотого руна» стали играть Вяч. Иванов, А. А. Блок, Г. Чулков, С. А. Ауслендер.
Первоначально не имевший чёткой программы, в этот период журнал вёл полемику с журналом «Весы», противопоставив эстетизму и индивидуализму «Весов» понимание искусства как религиозно-мистического «соборного» действия. Особое значение имели статьи Блока о гражданской ответственности художника перед народом и обществом.
В «Золотом руне» сотрудничали также К. Д. Бальмонт, Фёдор Сологуб, Н. Минский, М. А. Волошин, С. Городецкий, В. Розанов, И. А. Бунин, Л. Н. Андреев, Б. К. Зайцев, А. М. Ремизов, Б. А. Садовский, К. Чуковский, французский поэт Мерсеро и другие. «Золотым руном» были изданы книги Бальмонта, Сологуба, Блока, Ремизова и других писателей. При информационной поддержке журнала Рябушинский организовал художественную выставку «Голубая роза» (1907) и серию выставок «Золотого руна» (1908—1910).